# 야니스 구마스
야니스 아타나시우 구마스(그리스어: Γιάννης Αθανασίου Γκούμας, 1975년 5월 24일 ~ )는 그리스의 전 축구 수비수이다. 그는 현재 감독으로 과거 풋볼 리그 2의 글리파다 감독직을 맡았었다.

## 클럽 경력
1975년 5월 24일, 라리사 인근 마을, 암펠로나스에서 출생한 그는 파나티나이코스의 유소년팀을 졸업한 많은 선수들 중 한명으로, 클럽 선수로 15년을 활약했고, 1994년에 1군에 데뷔하였다. 센터백으로, 구마스는 거친 태클, 우수한 공중볼 경합 능력, 그리고 흔치 않은 골 결정력을 가지고 있었고, 대개 환상적인 슛으로 기록되었다. 구마스는 현역 시절 유럽대항전에서 레알 마드리드, 유벤투스, 그리고 레인저스를 상대로 인상적인 골을 넣었고, 2004년에는 리그 우승팀을 가른 올림피아코스와의 라이벌전에서 결승골을 넣었다.
2009년 6월말, 34세의 그는 파나티나이코스와 상호 계약 해지로 결별해, 초록 군단 소속으로의 경력을 277번의 리그 경기 출장과 27골 득점으로 끝냈다. 9월, 구마스는 프로 축구 은퇴를 선언했다.

## 국가대표팀 경력
그는 1999년 2월 핀란드전에서 그리스 국가대표팀 경기에 데뷔한 후부터 주전 선수였다. 그는 UEFA 유로 2004를 우승한 그리스 국가대표팀의 일원이었다.

## 감독 경력
2012년 5월 30일, 그는 무라트 세로피안을 대신해 글리파다의 감독으로 취임했다고 발표되었다.

## 경력 통계
| 클럽 경력 | 클럽 경력      | 클럽 경력  | 리그 | 리그 | 컵        | 컵        | 리그컵 | 리그컵 | 대륙 | 대륙 | 합계 | 합계 |
| 시즌      | 클럽           | 리그       | 출장 | 골   | 출장      | 골        | 출장   | 골     | 출장 | 골   | 출장 | 골   |
| 그리스    | 그리스         | 그리스     | 리그 | 리그 | 그리스 컵 | 그리스 컵 | 리그컵 | 리그컵 | 유럽 | 유럽 | 합계 | 합계 |
| --------- | -------------- | ---------- | ---- | ---- | --------- | --------- | ------ | ------ | ---- | ---- | ---- | ---- |
| 1994–95   | 파나티나이코스 | 수페르리가 | 2    | 0    |           |           |        |        |      |      |      |      |
| 1995–96   | 파나티나이코스 | 수페르리가 | 8    | 0    |           |           |        |        |      |      |      |      |
| 1996–97   | 파나티나이코스 | 수페르리가 | 17   | 2    | 2         | 0         |        |        |      |      |      |      |
| 1997–98   | 파나티나이코스 | 수페르리가 | 26   | 1    | 3         | 0         |        |        |      |      |      |      |
| 1998–99   | 파나티나이코스 | 수페르리가 | 26   | 1    | 3         | 1         |        |        |      |      |      |      |
| 1999–2000 | 파나티나이코스 | 수페르리가 | 28   | 7    | 3         | 0         |        |        |      |      |      |      |
| 2000–01   | 파나티나이코스 | 수페르리가 | 22   | 0    | 2         | 0         | -      | -      | 12   | 2    |      |      |
| 2001–02   | 파나티나이코스 | 수페르리가 | 14   | 1    | 3         | 0         | -      | -      | 8    | 1    |      |      |
| 2002–03   | 파나티나이코스 | 수페르리가 | 21   | 0    | 5         | 0         | -      | -      | 9    | 1    |      |      |
| 2003–04   | 파나티나이코스 | 수페르리가 | 25   | 4    | 7         | 2         | -      | -      | 7    | 0    |      |      |
| 2004–05   | 파나티나이코스 | 수페르리가 | 20   | 2    | 2         | 0         | -      | -      | 6    | 0    |      |      |
| 2005–06   | 파나티나이코스 | 수페르리가 | 22   | 4    | 1         | 0         | -      | -      | 3    | 0    |      |      |
| 2006–07   | 파나티나이코스 | 수페르리가 | 25   | 1    | 6         | 0         | -      | -      | 4    | 0    |      |      |
| 2007–08   | 파나티나이코스 | 수페르리가 | 21   | 2    | 2         | 0         | -      | -      | 5    | 2    |      |      |
| 2008–09   | 파나티나이코스 | 수페르리가 | 8    | 2    | 1         | 0         | -      | -      | 5    | 0    |      |      |
| 합계      | 그리스         | 그리스     | 277  | 27   | 40        | 3         |        |        | 59   | 6    |      |      |
| 경력 합계 | 경력 합계      | 경력 합계  | 277  | 27   | 40        | 3         |        |        | 59   | 6    |      |      |

## 수상

### 클럽
파나티나이코스
- 수페르리가 엘라다: 1994-95, 1995-96, 2003-04
- 그리스 컵: 1994-95, 2003-04

### 국가대표팀
그리스
- UEFA 유럽 축구 선수권 대회: 2004

## 같이 보기
- 원클럽맨 명단